# Publius Cluvius Maximus Paulinus
Publius Cluvius Maximus Paulinus war ein im 2. Jahrhundert n. Chr. lebender römischer Politiker. In einer Inschrift wird sein Name als Publius Cluvius Maximus angegeben.
Durch eine Inschrift ist belegt, dass Maximus 152 zusammen mit Marcus Servilius Silanus Suffektkonsul war; die beiden traten ihr Amt am 1. Oktober des Jahres an.